# Eric Gordon Corley

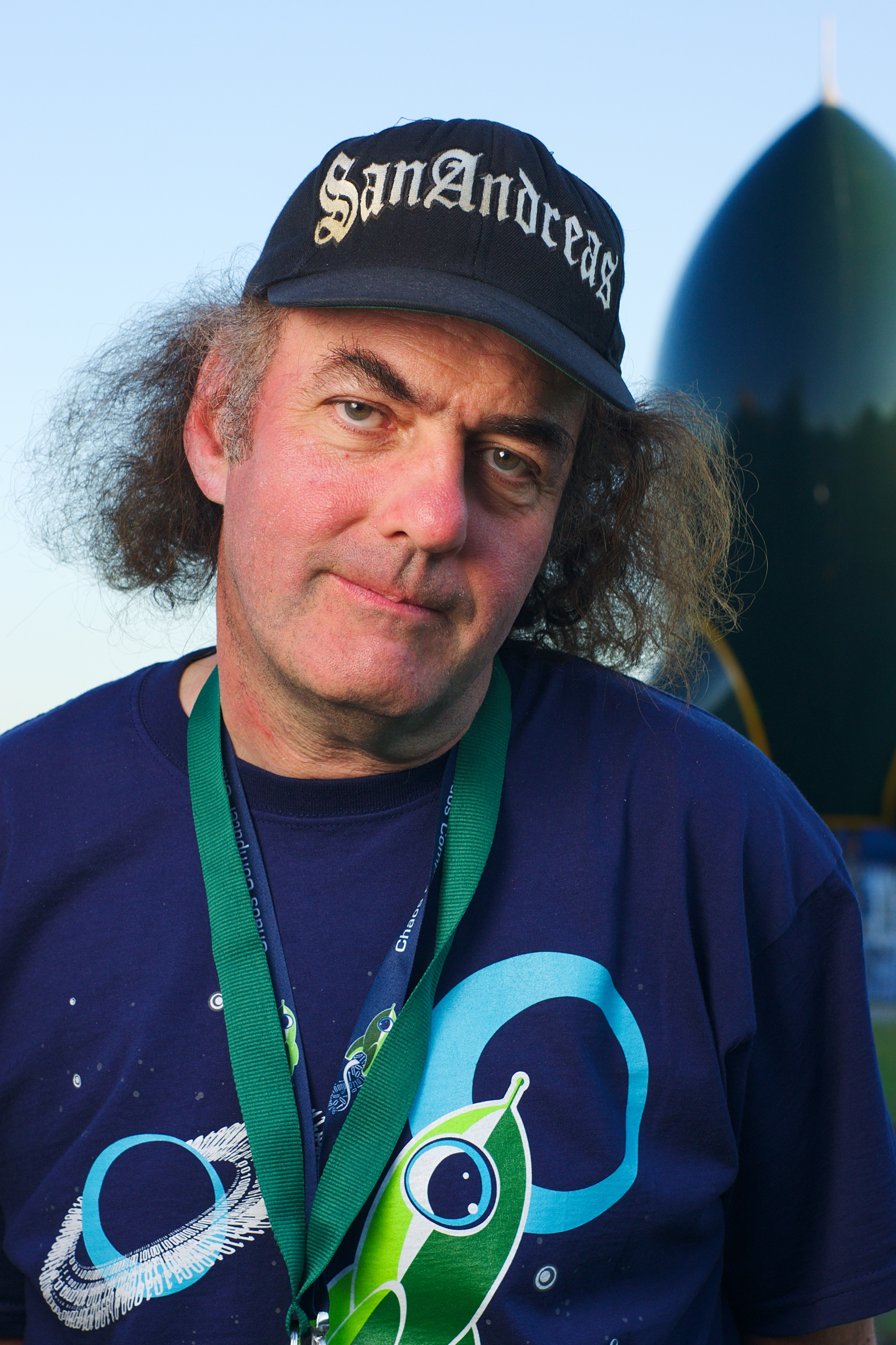
Eric Corley (2011)

Eric Gordon Corley, más conocido por su seudónimo Emmanuel Goldstein, tomado de la novela 1984, es un personaje de la comunidad hacker.
En esta novela de George Orwell, Goldstein es el misterioso líder de la oposición (de cuya existencia ni siquiera existen pruebas) al Gran Hermano y su estado totalitario.
Corley fue alumno del Ward Melville High School y de la Universidad Estatal de Nueva York, a la que asistió entre 1977 y 1982, graduándose en inglés. 
A través de su organización no lucrativa 2600 Enterprises, Inc., publica una revista llamada 2600: The Hacker Quarterly, fundada por Corley en 1984.
En 1999, Corley fue demandado judicialmente en la causa conocida como Universal contra Reimerdes, la cual se trató acerca del intento de la industria cinematográfica de impedir la difusión del programa DeCSS. DeCSS es un programa de ordenador capaz de descifrar los contenidos de un disco DVD de video deshaciendo el revuelto de contenidos aplicado por los fabricantes del disco (Content scrambling system o CSS), creado mediante técnicas de ingeniería inversa. 
Esto permitía al usuario del programa tener completo acceso al DVD, tanto para reproducirlo como para copiar su contenido. La página 2600.com, propiedad de Corley, había proporcionado enlaces a sitios web que contenían el código fuente del programa DeCSS. Corley fue el único de los demandados que decidió luchar contra la industria del cine en los tribunales. Tras tres días de juicio, el juez de distrito de los Estados Unidos Lewis A. Kaplan falló en contra de Corley.
Ese mismo año, Corley publicó el largometraje documental Freedom Downtime (escrito, dirigido y producido por él mismo) acerca del hacker preso Kevin Mitnick y el movimiento de liberación de Kevin, entre otras cosas. Aunque actualmente continúa filmando su último documental: Speaker's World, también ha sido asesor creativo de la película Hackers. En 2006 participó también como The Outside Man en la película Urchin.
El 31 de agosto de 2004 fue arrestado en la ciudad de Nueva York mientras trataba de grabar una manifestación contra la Convención Nacional Republicana, de la cual no era participante. Tras treinta horas de detención, se le acusó de conducta desordenada, y el 29 de noviembre de ese mismo año, se retiraron los cargos que pesaban contra él.
Actualmente, Corley reside en Middle Island, en Long Island. Realiza un programa de radio para la emisora WBAI sobre temas de seguridad informática y el mundo hacker. También tiene un programa en la emisora WUSB llamado Off the Wall, y ha realizado otros programas, entre los cuales están The Voice of Long Island y Bain Damage.